# Stanko Dekleva
Stanko Dekleva, slovenski bančni uslužbenec in narodni delavec, * 25. april 1899, Divača, † 27. junij 1975, Rim.

## Življenje in delo
Oče mu je bil gostilničar Franc, mati mu je bila gostilničarka Marija (rojena Valenčič). Ljudsko šolo je končal v rojstnem kraju, tri razrede meščanske in trgovsko šolo pa v Trstu. Po končanem šolanju je za poklic izbral bančništvo, bil sprva v službi pri Jadranski banki v Trstu (1918–1923), zatem pri podružnici ljubljanske Kreditne banke (1923–1928), ki jo je 1928 prevzea italijanska Banca Nazionale del Lavoro in nazadnje knjigovodja pri isti banki v Rimu (1934–1960), ko se je upokojil.
Dekleva je bil med soustanovitelji slovenskega prosvetnega društva »Slomšek« v Rimu, njegov večletni predsednik in podpredsednik ter organizator kulturnih prireditev. Ves čas je sodeloval v odboru za ustanovitev zavoda Slovenik v Rimu, zanj urejel knjigovodska in bančna vprašanja ter vodil zbiranje sredstev za graditev in nato vzdrževanje tega slovenskega papeškega zavoda v Rimu.